# Fritz Judtmann

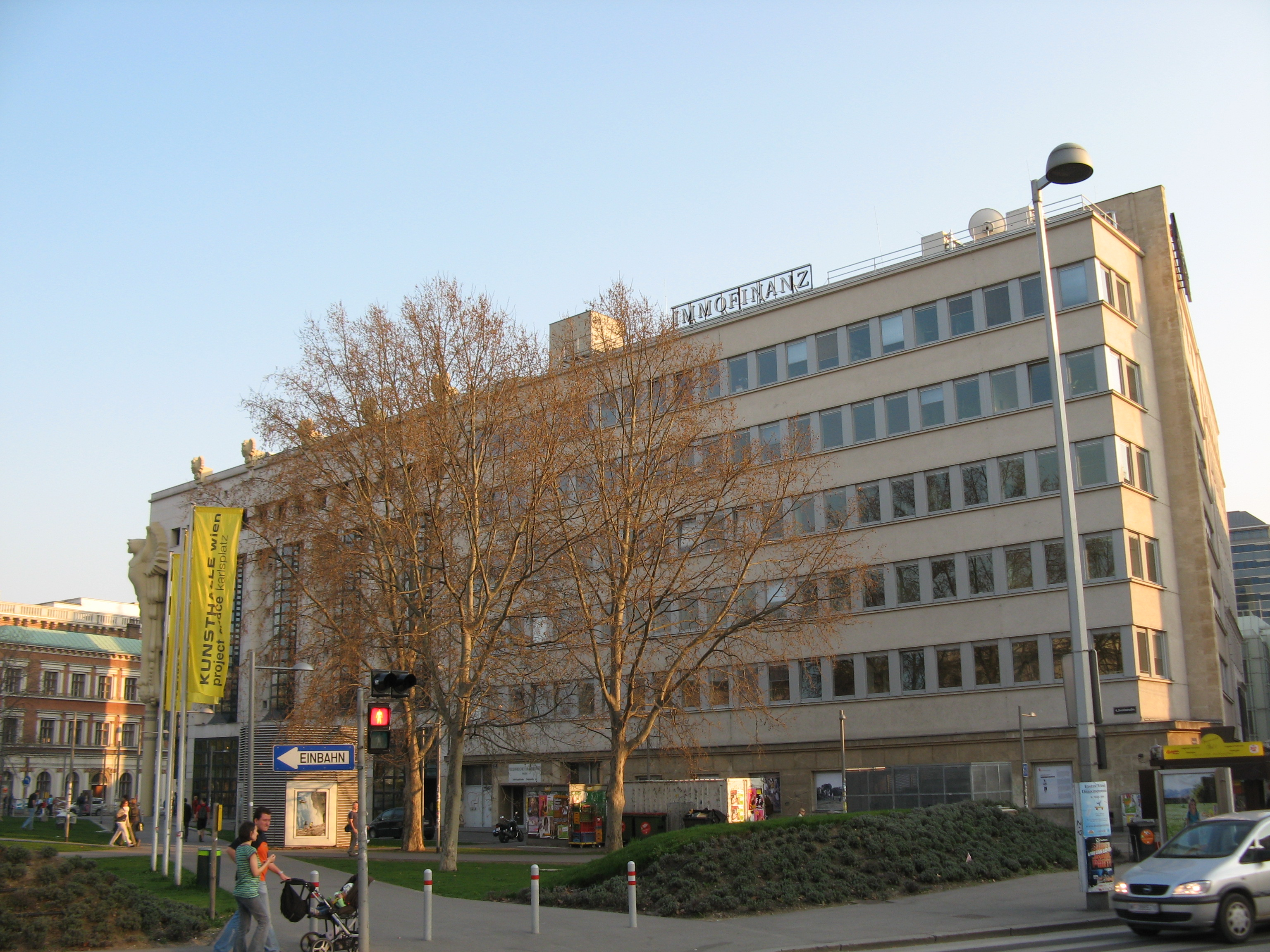
Sogenanntes Porrhaus von Fritz Judtmann, Operngasse 9, Wien 4

Fritz Judtmann, eigentlich: Friedrich Judtmann, (* 15. Juni 1899 in Wien; † 10. Dezember 1968 ebenda) war ein österreichischer Architekt und Bühnenbildner.

## Leben
Nach Absolvierung seines Kriegsdienstes während des Ersten Weltkrieges besuchte Judtmann von 1918 bis 1922 die Bauschule der Technischen Hochschule in Wien. Dort war er anschließend von 1922 bis 1928 Assistent an der Lehrkanzel für Gebäudelehre bei Leopold Simony. Gleichzeitig führte er gemeinsam mit Egon Riss von 1924 bis 1934 ein Architekturbüro. Nach dessen Schließung wegen der allgemeinen schlechten Wirtschaftslage wandte sich Judtmann der Bühnenbildnerei zu und war seit 1934 am Wiener Burgtheater tätig. Ab 1945 war er dort Ausstattungschef. Von 1946 bis 1948 lehrte er an der Akademie der bildenden Künste Wien Kostüm- und Trachtenkunde. Er ist auf dem Wiener Zentralfriedhof begraben (Gruppe 1, Reihe 2, Nr. 72).
Fritz Judtmann war ein Verwandter des Schaf- und Bienenkundlers Joseph Michael Judtmann Freiherrn von Ehrenfels (1767–1843).

## Ehrungen
- 1955: Berufstitel Professor
- 1964: Österreichisches Ehrenkreuz für Wissenschaft und Kunst I. Klasse

## Schriften
- Das Garagenproblem der Zukunft. Dissertation. Technische Hochschule Wien, Wien 1928, OBV.
- Mayerling ohne Mythos. Ein Tatsachenbericht. Kremayr & Scheriau, Wien 1968. (Lizenzausgabe 1984 neu bearbeitet von Margot Judtmann, OBV).

## Werke der Ateliergemeinschaft Judtmann–Riss (Auszug)
- Krankenkassenambulatorium für die Wiener Kaufmannschaft, Strohgasse 28, Wien 3 (1926/27)[1][2]
- Wohnhausanlage der Gemeinde Wien, Diehlgasse 20–26, Wien 5 (1928/29)[3]
- Tuberkulosenpavillon im Krankenhaus Lainz (1929/31)[4]
- Haus Grün, Hohe Warte, Wien 19 (1930)[5]
- Haus Kleiner, Hohe Warte, Wien 19 (1930)[6]
- Porrhaus, Operngasse 11, Wien 4 (1930/31)
- Haus der Gastgewerblichen Arbeiterschaft, vulgo Porrhaus, Operngasse 9, Wien 4 (1931)
- Erholungsheim Kasten bei Böheimkirchen (1937)
- Siedlung Neustraßäcker, Erzherzog-Karl-Straße, Wien 22 (1947/50)
- Wohnhausanlage der Gemeinde Wien, Alszeile 95–101, Wien 17 (1952/54)
- Wohnhausanlage der Gemeinde Wien, Lindengasse 57, Wien 7 (1966/68)